# Coppa del Mondo di scacchi 2000

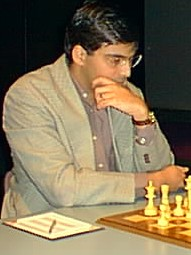
Viswanathan Anand, Dortmunder Schachtage 1998.

La Coppa del Mondo di scacchi 2000 (anche chiamata Prima Coppa del Mondo di scacchi) è stata una competizione scacchistica tra 24 giocatori disputatasi tra il 1° e 13 settembre 2000 a Shenyang in Cina. L'evento è stato organizzato dalla FIDE e ospitato dalla Associazione Scacchistica Cinese. La media Elo dei partecipanti lo ha reso un torneo scacchistico di Categoria XVI. In finale Viswanathan Anand ha battuto Evgenij Bareev, aggiudicandosi il premio di 50.000 dollari.

## Partecipanti
I giocatori sono Grandi Maestri se non diversamente indicato, il punteggio Elo si riferisce alla lista FIDE di luglio 2000.
1. Viswanathan Anand, 2762
2. Aleksandr Morozevič, 2756
3. Vasyl' Ivančuk, 2719
4. Evgenij Bareev, 2702
5. Pëtr Svidler, 2689
6. Boris Gelfand, 2681
7. Nigel Short, 2677
8. Aleksej Dreev, 2676
9. Zurab Azmaiparashvili, 2673
10. Ye Jiangchuan, 2670
11. Xu Jun, 2668
12. Aleksandr Chalifman, 2667

1. Michail Gurevič, 2667
2. Sergey Movsesyan, 2666
3. Vladislav Tkačëv, 2657
4. Aljaksej Fëdaraŭ, 2646
5. Boris Gul'ko, 2643
6. Zhang Zhong, 2636
7. Gilberto Milos, 2633
8. Ruslan Ponomarëv, 2630
9. Pavel Tregubov, 2620
10. Aljaksej Aljaksandraŭ, 2591
11. Aimen Rizouk, 2350, MI
12. Mohamed Tissir, 2342, MI

I giocatori furono divisi in gironi (4, da 6 giocatori ciascuno) nei quali ognuno affrontava gli avversari una volta.
I due giocatori con il punteggio più alto, in caso di parità erano previsti play-off, passarono alla fase ad eliminazione diretta.

## Gironi
| Gruppo A              | Punti | Gruppo B         | Punti | Gruppo C         | Punti | Gruppo D            | Punti |
| --------------------- | ----- | ---------------- | ----- | ---------------- | ----- | ------------------- | ----- |
| Gilberto Milos        | 3½    | Ye Jiangchuan    | 3½    | Evgenij Bareev   | 3½    | Viswanathan Anand   | 3½    |
| Zurab Azmaiparashvili | 3     | Vasyl' Ivančuk   | 3     | Sergey Movsesyan | 3     | Boris Gelfand       | 3     |
| Boris Gul'ko          | 2½    | Nigel Short      | 3     | Pëtr Svidler     | 3     | Vladislav Tkačëv    | 3     |
| Aleksej Dreev         | 2½    | Michail Gurevič  | 2     | Zhang Zhong      | 2½    | Pavel Tregubov      | 2½    |
| Aljaksej Aljaksandraŭ | 2½    | Xu Jun           | 2     | Aljaksej Fëdaraŭ | 2     | Aleksandr Chalifman | 2     |
| Aleksandr Morozevič   | 1     | Ruslan Ponomarëv | 1½    | Aimen Rizouk     | 1     | Mohamed Tissir      | 1     |

Nove delle prime 10 teste di serie conclusero la fase a gironi con un punteggio positivo o patto, con l'eccezione di Aleksandr Morozevič, che fu eliminato con il punteggio di 1 su 5. Il Campione del Mondo FIDE in carica Aleksandr Chalifman fece una prestazione inferiore alle attese, venendo sconfitto da Anand e Gelfand.

## Fase a eliminazione diretta
A partire dai quarti di finale ogni incontro prevedeva due partite, con, in caso di parità, spareggi a gioco rapido.
|  | Quarti di finale | Quarti di finale      | Quarti di finale |                |                   | Semifinali | Semifinali | Semifinali |  |  | Finale | Finale            | Finale |
|  |                  |                       |                  |                |                   |            |            |            |  |  |        |                   |        |
|  |                  | Viswanathan Anand     | 1½               |                |                   |            |            |            |  |  |        |                   |        |
|  |                  | Vasyl' Ivančuk        | ½                |                |                   |            |            |            |  |  |        |                   |        |
|  |                  | Vasyl' Ivančuk        | ½                |                | Viswanathan Anand | 3½         |            |            |  |  |        |                   |        |
|  |                  |                       |                  |                | Viswanathan Anand | 3½         |            |            |  |  |        |                   |        |
|  |                  |                       | Boris Gelfand    | 2½             |                   |            |            |            |  |  |        |                   |        |
|  |                  | Boris Gelfand         | Boris Gelfand    | 2½             | 2½                |            |            |            |  |  |        |                   |        |
|  |                  | Boris Gelfand         |                  |                | 2½                |            |            |            |  |  |        |                   |        |
|  |                  | Ye Jiangchuan         | 1½               |                |                   |            |            |            |  |  |        |                   |        |
|  |                  |                       |                  |                |                   |            |            |            |  |  |        | Viswanathan Anand | 1½     |
|  |                  |                       |                  | Evgenij Bareev | ½                 |            |            |            |  |  |        |                   |        |
|  |                  | Sergey Movsesyan      | 2                |                |                   |            |            |            |  |  |        |                   |        |
|  |                  | Gilberto Milos        | 3                |                |                   |            |            |            |  |  |        |                   |        |
|  |                  | Gilberto Milos        | 3                |                | Gilberto Milos    | 1½         |            |            |  |  |        |                   |        |
|  |                  |                       |                  |                | Gilberto Milos    | 1½         |            |            |  |  |        |                   |        |
|  |                  |                       | Evgenij Bareev   | 2½             |                   |            |            |            |  |  |        |                   |        |
|  |                  | Zurab Azmaiparashvili | Evgenij Bareev   | 2½             | 1½                |            |            |            |  |  |        |                   |        |
|  |                  | Zurab Azmaiparashvili |                  |                | 1½                |            |            |            |  |  |        |                   |        |
|  |                  | Evgenij Bareev        | 2½               |                |                   |            |            |            |  |  |        |                   |        |

La prima partita della finale della Coppa del Mondo tra Viswanathan Anand ed Evgenij Bareev si concluse con una patta in 33 mosse. Nella seconda Anand, giocando la parte bianca di una Difesa francese, sacrificò la qualità in cambio di due pedoni per ottenere un leggero vantaggio. Bareev commise un grave errore alla 36ª mossa e diede ad Anand partita vinta.
| Name              | Rating | 1 | 2 | Totale |
| ----------------- | ------ | - | - | ------ |
| Viswanathan Anand | 2762   | ½ | 1 | 1½     |
| Evgenij Bareev    | 2702   | ½ | 0 | ½      |